# Olympique de Missiri
Olympique de Missiri – komoryjski klub piłkarski, mający siedzibę w mieście Sima, grający w pierwszej lidze komoryjskiej.

## Sukcesy
- Puchar Komorów[1]:
  - zwycięstwo (1): 2021.

## Występy w afrykańskich pucharach
| Sezon     | Rozgrywki           | Runda | Kraj   | Klub         | Dom | Wyjazd | Dwumecz |
| --------- | ------------------- | ----- | ------ | ------------ | --- | ------ | ------- |
| 2021/2022 | Puchar Konfederacji | 1     | Rwanda | AS Kigali FC | 1–2 | 0–6    | 1–8     |

## Stadion
Domowe mecze klub rozgrywa na stadionie o nazwie Parc du Sima w Simie, który może pomieścić 700 widzów.